# Euphrictus
Euphrictus is een geslacht van spinnen uit de familie vogelspinnen (Theraphosidae).

## Soorten
De volgende soorten zijn bij het geslacht ingedeeld:
- Euphrictus spinosus Hirst, 1908
- Euphrictus squamosus (Benoit, 1965)